# Brezolupy
Brezolupy (bis 1927 slowakisch „Brezoluby“; ungarisch Bánnyíres – bis 1907 Brezolub) ist eine Gemeinde im Westen der Slowakei mit 521 Einwohnern (Stand 31. Dezember 2024), die zum Okres Bánovce nad Bebravou, einem Teil des Trenčiansky kraj, gehört.

## Geographie
Die Gemeinde befindet sich im nordöstlichen Teil des Hügellands Nitrianska pahorkatina an den Bächen Miezgovský potok und Hydina im Einzugsgebiet der Bebrava. Das Ortszentrum liegt auf einer Höhe von 222 m n.m. und ist sechs Kilometer von Bánovce nad Bebravou entfernt.
Zur Gemeinde gehört auch die südöstlich des Hauptortes gelegene Siedlung Jerichov.
Nachbargemeinden sind Miezgovce im Norden, Uhrovec (Ortsteil Látkovce) im Osten, Vysočany im Süden, Pravotice und Dolné Naštice im Südwesten und Bánovce nad Bebravou im Westen.

## Geschichte
Brezolupy wurde zum ersten Mal 1294 (nach anderen Quellen erst 1323 als Brezolup) schriftlich erwähnt und war Bestandteil des Herrschaftsgebiets der Burg Uhrovec, ab dem späten 19. Jahrhundert der Herrschaft Banowitz-Trentschin. 1663 wurde das Dorf durch einen türkischen Angriff verwüstet. 1598 standen 13 Häuser im Ort, 1784 hatte die Ortschaft 21 Häuser, 25 Familien und 139 Einwohner, 1828 zählte man 20 Häuser und 146 Einwohner, die als Landwirte und Holzhändler beschäftigt waren. Im 19. Jahrhundert arbeitete eine Brennerei im Ort.
Bis 1918 gehörte der im Komitat Trentschin liegende Ort zum Königreich Ungarn und kam danach zur Tschechoslowakei beziehungsweise heute Slowakei. 1921 fiel das ganze Dorf einem Großbrand zum Opfer, wurde aber später wieder aufgebaut.

## Bevölkerung
| Jahr                | 1994 | 2004     | 2014    | 2024    |
| ------------------- | ---- | -------- | ------- | ------- |
| Anzahl der Personen | 410  | 476      | 494     | 521     |
| Unterschied         |      | +16,09 % | +3,78 % | +5,46 % |

| Jahr                | 2023 | 2024    |
| ------------------- | ---- | ------- |
| Anzahl der Personen | 506  | 521     |
| Unterschied         |      | +2,96 % |

Nach der Volkszählung 2011 wohnten in Brezolupy 504 Einwohner, davon 481 Slowaken sowie jeweils ein Magyare und Mährer. Drei Einwohner gaben eine andere Ethnie an und 18 Einwohner machten keine Angabe zur Ethnie.
352 Einwohner bekannten sich zur römisch-katholischen Kirche, 50 Einwohner zur Evangelischen Kirche A. B. sowie jeweils ein Einwohner zu den Mormonen, zur evangelisch-methodistischen Kirche, zur orthodoxen Kirche und zur reformierten Kirche; ein Einwohner bekannte sich zu einer anderen Konfession. 53 Einwohner waren konfessionslos und bei 44 Einwohnern wurde die Konfession nicht ermittelt.